# Вредносне оријентације
Вредносне оријентације представљају унутрашњу основу односа човека према различитим вредностима и вредносним категоријама материјалног, моралног и духовног реда.

## Вредности и вредносне оријентације
Вредности и вредносне оријентације често се користе као синоними. Вредносне оријентације дефинишу као општи принципи понашања и деловања у вези с одређеним циљевима чијем се остварењу тежи, док се под вредностима подразумевају прихваћене и цењене идеје о друштвеним односим а који се настоје остварити. Вредности су више артикулисане и имају одређену концепцију, док су вредносне оријенације мање артикулисан сиситем уверења.

## Класификације вредносних оријентација
Постоје три облика вредносних оријентација:
- Сазнајни облик вредносне оријентације који обухвата различите обавезе према стандардима којима се успоставља ваљаност сазнајних судова. Они укључују стандарде значајности података и стандарде значаја различитих проблема. Они такође укључује којима се посматрају проблеми, често несвесно, оцењују као ваљани;
- Евалуативни облик вредносне оријентације  који обухвата различите обавезе према стандардима на основу којих се утврђује погодност или доследност неког објекта;
- Морални облик вредносне оријентације који обухвата различите обавезе према стандардима којима извесне последице партикуларних акција и типова акција могу да буду процењене с обзиром на њихов утицај на систем понашања. Ти стандарди одређују актерове изборе имајући у виду како последице тих избора могу да утичу на инеграцију система његове личности и на интеграцију друштвених система у којима учествује.[3]

К. Клакхон класификује вредносне оријентације према пет принципа:
- I принцип – оријентација према људској природи: људска природа је неутрална, људска природа је мешавина добра и зла, људска природа је добра, људска природа је зла;
- II принцип –  оријентација према односу човек-природа: подређеност природи, хармонија са природом, господарење над природом;
- III принцип – оријентација према временској димензији: оријентација на прошлост, оријентација на садашњост, оријентација на будућност;
- IV принцип – оријентација према начину активности човека: оријентација на постојање, оријентација на постојање у постојању, оријентација на чињење;
- V принцип – оријенација према односу са другима: линеарна оријентација, колатерална оријентација, индивидуалистичка оријентација;[4]

Загорка Голубовић класификује вредносне оријентације у следећем облику:
- I тип: традиционална – прагматисичка – утопијска или визионарска оријентација;
- II тип: фаталистичка – пасивно – неутралан – активистичка оријентација;
- III тип: сродничко-етничка – колективистичка (уче групна и шира друштвена)-индивидуалистичка оријентација;
- IV тип: песимистичка – индиферентна – оптимистичка оријентација. [4]